# Adenopleurellidae
Adenopleurellidae är en familj av kräftdjur. Adenopleurellidae ingår i ordningen Harpacticoida, klassen Maxillopoda, fylumet leddjur och riket djur.
Familjen innehåller bara släktet Sarsocletodes.